# Sisyphus Verlag
Der Sisyphus Verlag (Eigenschreibung SISYPHUS) ist ein österreichischer Buchverlag mit Sitz in Klagenfurt und Wien.

## Geschichte und Programm
Gegründet wurde Sisyphus ursprünglich 1987 von Erwin Haas, Ludwig Roman Fleischer und Winfried Gindl als Verein für die Herausgabe eines gleichnamigen Periodikums mit dem ironischen Titelzusatz „Die österreichische Literaturillustrierte“, welches „alle Seinsweisen und jede Seinsweise der Literatur, [sic] sowie jede behandelbare Wirklichkeit (sei sie auch nur erstammelbar)“ abbilden und dabei vor allem den Arbeiten noch unbekannter Autoren eine Veröffentlichungsmöglichkeit bieten sollte. Daneben fanden sich in der Zeitschrift aber auch Arbeiten so arrivierter Künstler wie Allen Ginsberg, Peter Handke oder Gerhard Rühm. Neben der Präsentation von neuer Lyrik und Prosa experimenteller wie eher konventioneller Natur bot die Zeitschrift ein Podium für eine Vielzahl von Rezensionen zu Neuerscheinungen der damaligen deutschsprachigen und insbesondere österreichischen Gegenwartsliteratur. Verschiedene Faktoren wie etwa das gegen Ende immer unregelmäßigere Erscheinen der Zeitschrift führten zuletzt zu einer Neugründung von Sisyphus als Verlag durch Winfried Gindl.
Der eigentliche Verlag Sisyphus ist dabei dezidiert als Autorenverlag konzipiert, das heißt, Teile der Produktion und teils auch Vertrieb und Werbung werden von den Autoren des Verlags selbst übernommen, was unter anderem den Autoren die Möglichkeit einer größeren Einflussnahme auf die Publikation und Wirkung ihrer Werke ermöglicht.
Das Programm des Verlags ist in erster Linie auf zeitgenössische Belletristik ausgerichtet, wobei vor allem Einzelpublikationen aus den Bereichen Lyrik und Prosa (Romane, aber auch Erzählungen und Novellen) erscheinen. Inhaltlich und stilistisch herrscht dabei eine große Bandbreite, von Dialektliteratur bis hin zu experimenteller Literatur. Zu den Autoren des Verlags zählen sowohl bereits etablierte Schriftsteller als auch Vertreter des literarischen Nachwuchses, insofern der Verlag regelmäßig Debüts ermöglicht.

## Autoren (Auswahl)
Autoren und Herausgeber des Verlages sind unter anderem El Awadalla, Alexandra Bernhardt, Milovan Đjilas, Franjo Frančič, Franzobel, Karl Iro Goldblat, Christian Ide Hintze, Markus Köhle, Simon Konttas, Christian Loidl, Mieze Medusa, Brane Mozetič, Alfons Petzold, Sophie Reyer, Gerhard Ruiss, Helmuth Schönauer, Nichita Stănescu, Nenad Veličković, Christine Werner, Martina Wied, Irene Wondratsch und Hermynia Zur Mühlen.